# Sur le pont d'Avignon

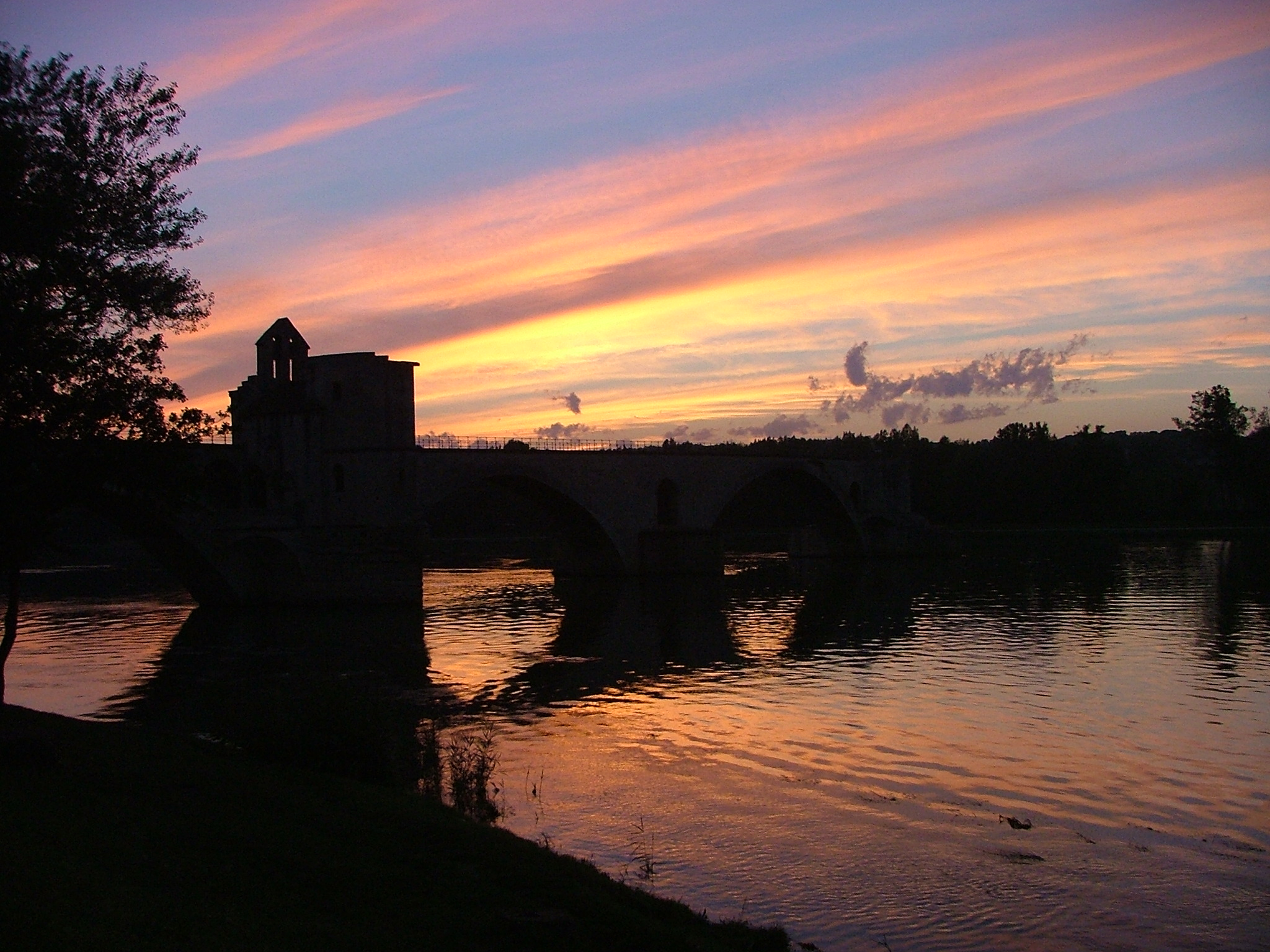
Puente de Aviñón al atardecer.

"Sur le Pont d'Avignon" (pronunciado /syʁ lə pɔ̃ daviɲɔ̃/) (francés: En el puente de Aviñón) es una canción francesa sobre una danza ejecutada en el puente de Aviñón (oficialmente, Pont Saint-Bénézet) que data del siglo XVII. El baile en realidad se llevaba a cabo debajo, no sobre, el puente (sous le Pont d'Avignon, no sur).

## Descripción de la danza

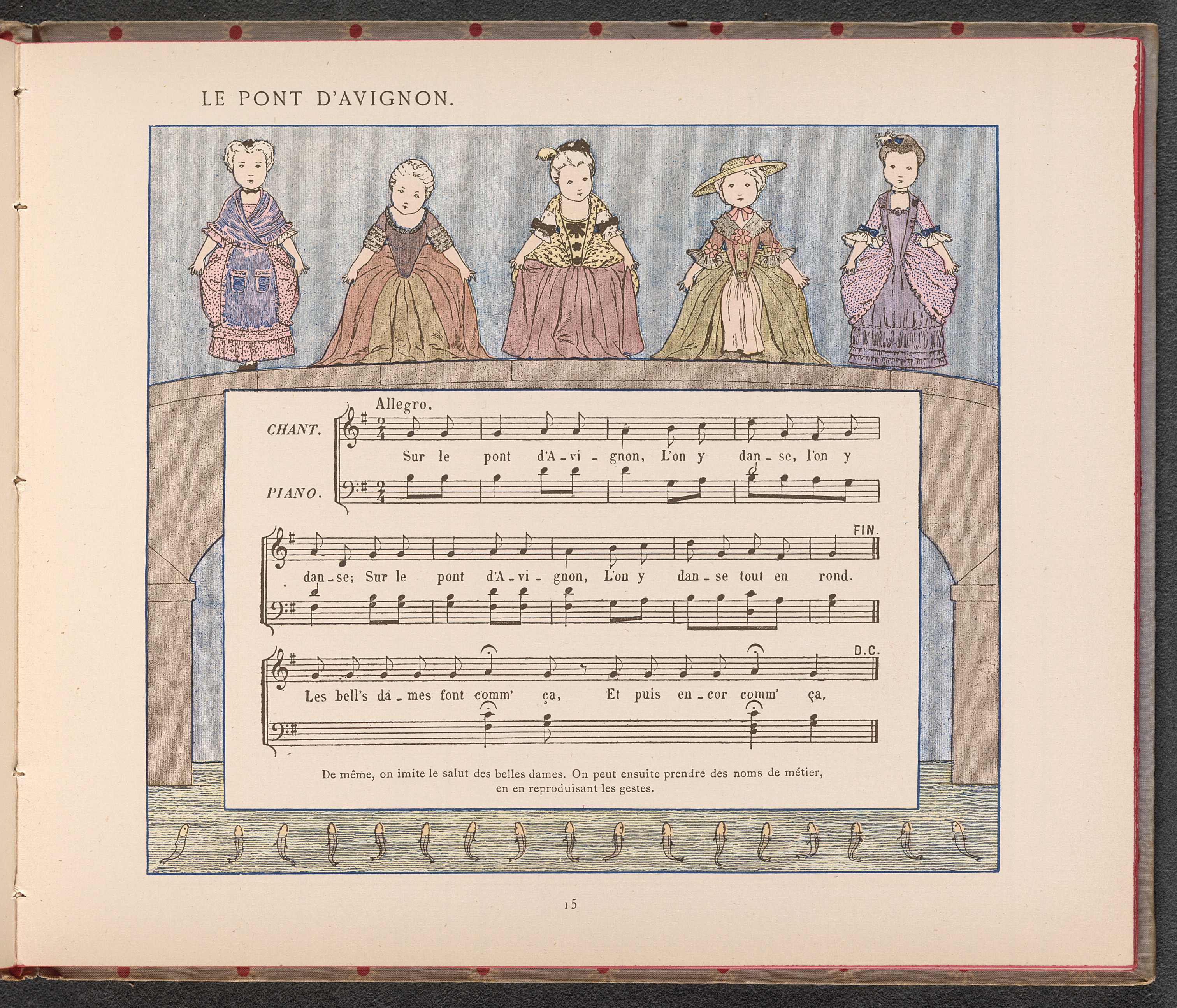
Coro de la canción del puente de Aviñón

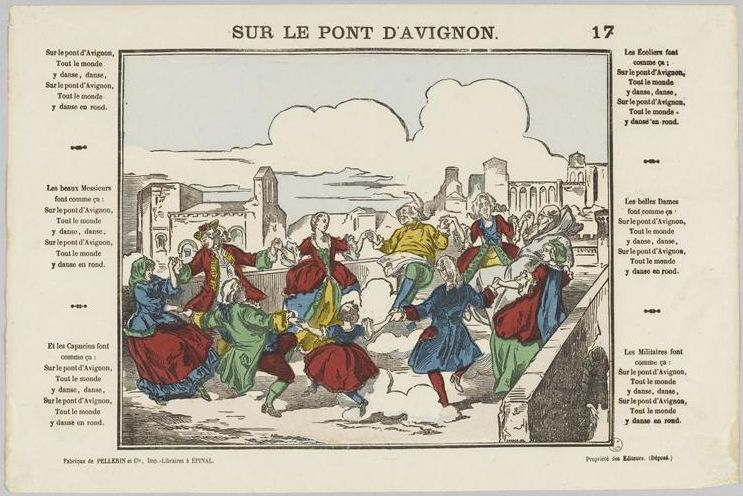
Ilustración de la canción en un calendario del.

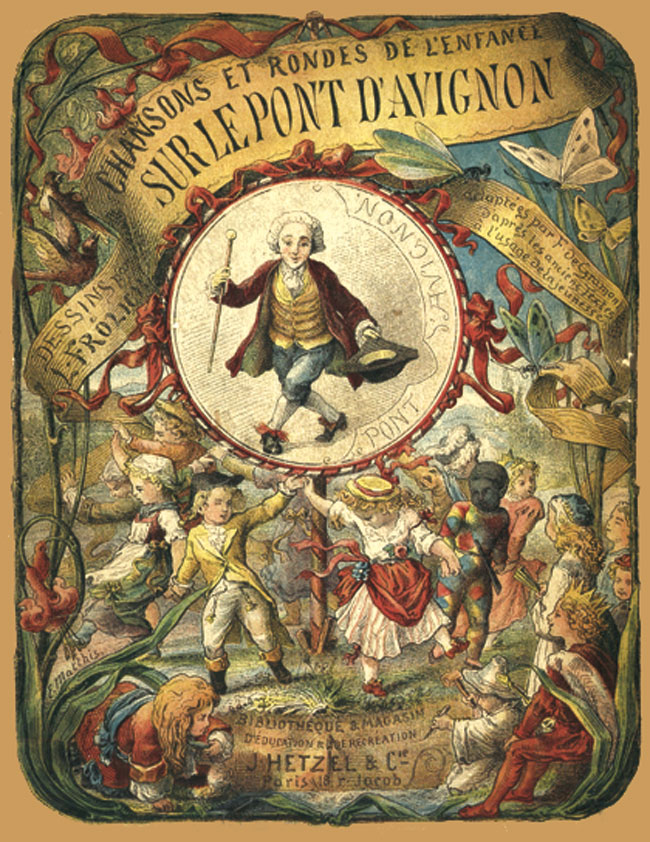
Sur le pont d'Avignon adaptado por F. de Gramon. (Estrasburgo): Bibliothèque d'éducation et de récréation / J. Hetzel (1883)

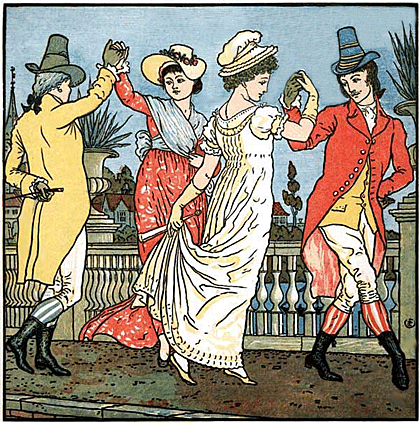
Sur le pont d'Avignon, ilustración de Walter Crane (1845-1915)

1. Empieza con todos en pareja bailando alrededor de cada quien.
2. Cuando se canta el coro se detienen frente a la pareja y tradicionalmente el hombre se inclina en la primera parte, y luego inclina el sombrero en la segunda.
3. Cuando el coro empieza de nuevo se repite el paso uno.
4. Cuando esto cesa, también lo hace el baile y entonces la chica se inclina hacia un lado y luego hacia el otro.
5. Para la primera parte, se repite el paso uno, y si se tiene audiencia se gira sobre el talón y se inclina hacia ella.

## Letra

### Coro
Sur le Pont d'Avignon
On y danse, on y danse
Sur le Pont d'Avignon
On y danse tous en rond.
En el puente de Aviñón
Todos bailamos, todos bailamos
En el puente de Aviñón
Todos bailamos dando vueltas y vueltas

### Primer verso
Les beaux messieurs font comme ça
Et puis encore comme ça.
Los caballeros bellos lo hacen así (inclinación)
Y luego de nuevo así.

### Segundo verso
Les belles dames font comme ça
Et puis encore comme ça.
Las bellas damas lo hacen así (reverencia)
Y luego de nuevo así.

### Tercer verso
Les filles font comme ça
Et puis encore comme ça.
Las jovencitas lo hacen así (saludo)
Y luego así.

### Cuarto verso
Les musiciens font comme ça
Et puis encore comme ça.
Los músicos lo hacen así (todos se inclinan ante las mujeres)
Y luego así.

## Variación
La publicadora de música estadounidense Cherry Lane Music Company imprimió un verso diferente (1993):
Les jeunes filles font comme ça
Les jeunes gens font comme ça
Las jovencitas lo hacen así,

Los jóvenes lo hacen así.
- Wikimedia Commons alberga una categoría multimedia sobre Sur le pont d'Avignon.

## En la cultura popular
El episodio de Star Trek: The Next Generation "Chain of Command" usa esta canción como medio para que el capitán Picard, apreciador de filosofía y poesía nacido en Francia, se resista a los efectos de la tortura.
El libro cómico de fantasía francés Hypocrite: comment decoder l'etirograph de Jean-Claude Forest (pub. Dargaud 1973) gira alrededor de la destrucción del puente de Aviñón -imaginado como un tigre gigante petrificado con dientes de sable que atraviesa el río. Durante las escenas del puente el personaje canta la canción dirigido por el fantasmagórico gaitero escocés song Major Grumble